# 杨一 (1984年)
杨一（1984年7月29日—），中国四川省成都市人，围棋职业六段棋手。他1996年入段，2005年升为六段。他6岁学棋，14岁入选国家少年集训队。他进入2002年第7届三星杯本赛，2004年第9届三星杯16强，获第1届西南王战冠军。

## 国内比赛成绩
2002年第1届西南王战连胜刘熙、王垚、聂卫平、丁伟夺冠。
2007年第6届西南王战亚军，2003年第2届招商银行杯电视快棋赛四强，2000年全国围棋个人赛男子第五名，第2届全国体育大会围棋第六名，2006年、2007年招商银行杯电视快棋赛8强，第7届NEC杯8强。

## 国际比赛成绩
2002年第7届三星杯通过预选赛进入本赛。本赛首轮负于小林觉。
2004年第9届三星杯通过预选赛进入本赛。本赛首轮战胜赵汉乘进入16强，16强赛负于王磊。